# Джек Ричер, или Заставь меня
«Джек Ричер, или Заставь меня» (англ. Make Me) — роман английского писателя Ли Чайлда, вышедший в 2015 году. Двадцатая книга из серии о бывшем военном полицейском Джеке Ричере.

## Сюжет
Бывший военный полицейский Джек Ричер приезжает на поезде в небольшой городок под названием «Материнский Приют». Там он знакомится с Мишель Чан, агентом ФБР в отставке, которая ищет своего коллегу Кивера. Местные жители ведут себя враждебно и подозрительно и Ричер решает помочь Чан.
Бывший агент ФБР рассказывает, что её вызвал Кивер по делу неизвестного ей клиента. При обыске номера, в котором останавливался Кивер, Ричер находит смятую записку с именем «Мэлоуни» и номер телефона редактора научного отдела «Лос-Анджелес таймс» по имени Уэствуд. Связавшись с журналистом, Джек узнаёт, что тот принимает звонки, связанные с теорией заговора. Ричер и Чан начинают поиски Мэлоуни. В Материнском Приюте на них нападают местные жители, но Ричеру удаётся выйти победителем из схватки.
Ричер и Чанг посещают дом Кивера и обнаруживают следы обыска. Джек убеждается, что Кивер наткнулся на что-то и был убит за это, и они направляются в Лос-Анджелес, чтобы встретиться с Уэствудом. Журналист даёт Ричеру номера телефонов нескольких людей, один из которых мог быть клиентом Кивера. Джек и Мишель обнаруживают, что Мэлоуни на самом деле является жителем Чикаго по имени Питер Маккенн.
Приехав домой к Маккенну, они обнаруживают, что тот пропал. На них нападает киллер по имени Хэкетт, которого Ричер выводит из строя. Затем они узнают, что у Питера есть сестра. У неё дома в Финиксе на них снова нападают убийцы, нанятые лидером украинской ОПГ по имени Мерченко. Ричер находит украинца и убивает его.
Вернувшись в Лос-Анджелес, Ричер и Чан встречаются с Уэствудом. Джек утверждает, что Маккен искал своего сына Майкла, страдавшего от неспособности радоваться и проводившего большую часть своего времени в Интернете. С помощью хакера, рекомендованного Уэствудом, Ричер выясняет, что в Материнском Приюте оказывают услуги по эвтаназии.
В Материнском Приюте Джек и Мишель находят нелегальную киностудию, на которой снимались реальные убийства людей с суицидальными наклонностями. Расправившись с преступниками, Ричер и Чан вместе отправляются в Милуоки.